# Ceratosuchops inferodios
Ceratosuchops inferodios es la única especie conocida del género extinto Ceratosuchops ("cara de cocodrilo cornudo") de dinosaurio terópodo espinosáurido, que vivó a principios del período Cretácico, hace aproximadamente entre 129 y 125 millones de años durante el Barremiense, en lo que es hoy Europa. En 2021, la especie tipo C. inferodios fue nombrada y descrita por un equipo de paleontólogos que incluían a Chris Barker, Darren Naish y David Hone entre otros. El nombre específico significa "garza infernal", en referencia a la ecología presunta por el equipo.

## Descubrimiento y Descripción

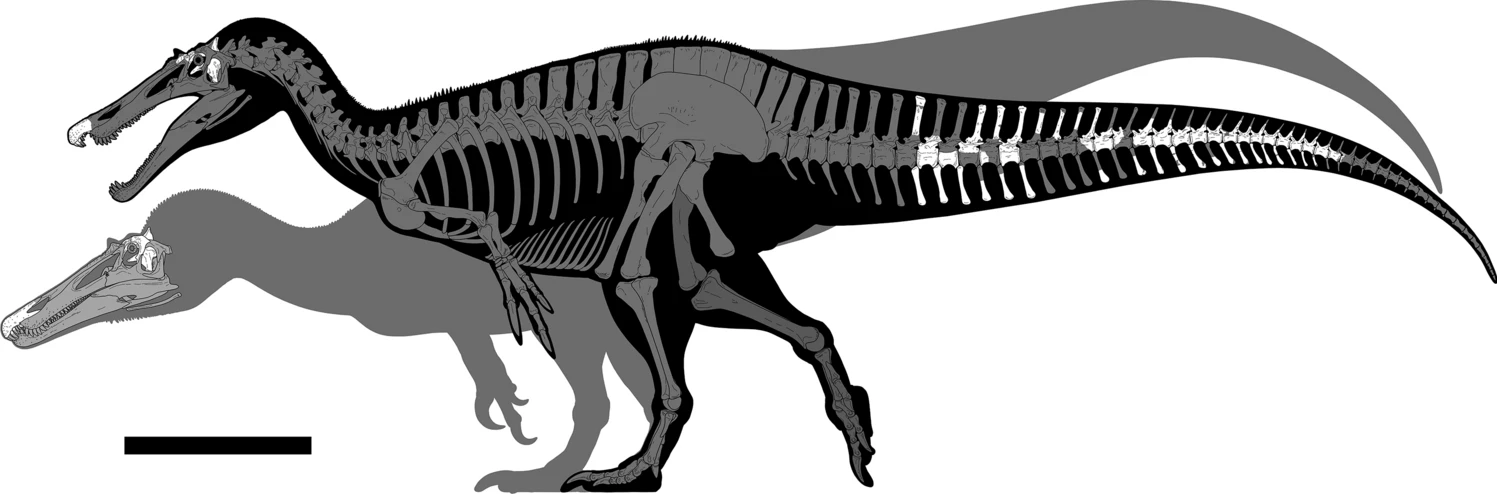
Material conocido de Ceratosuchops (atrás) y Riparovenator (frente)

Los restos del holotipo de este taxón constan de IWCMS 2014.95.5, cuerpos premaxilares, IWCMS 2021.30, un fragmento de premaxila posterior y IWCMS 2014.95.1-3, una cavidad craneal casi completa, todos recuperados de rocas en Chilton Chine de la Formación de Wessex del Cretácico inferior de la Isla de Wight de Gran Bretaña. Se estima que Ceratosuchops media alrededor 8.5 metros de largo según la reconstrucción esquelética en el artículo que lo describe. Ceratosuchops vivía en un hábitat mediterráneo seco en la Formación Wessex, donde los ríos albergaban zonas ribereñas. Como la mayoría de los espinosaurios, se habría alimentado de presas acuáticas y terrestres de tamaño pequeño a mediano disponibles en estas áreas.

## Clasificación

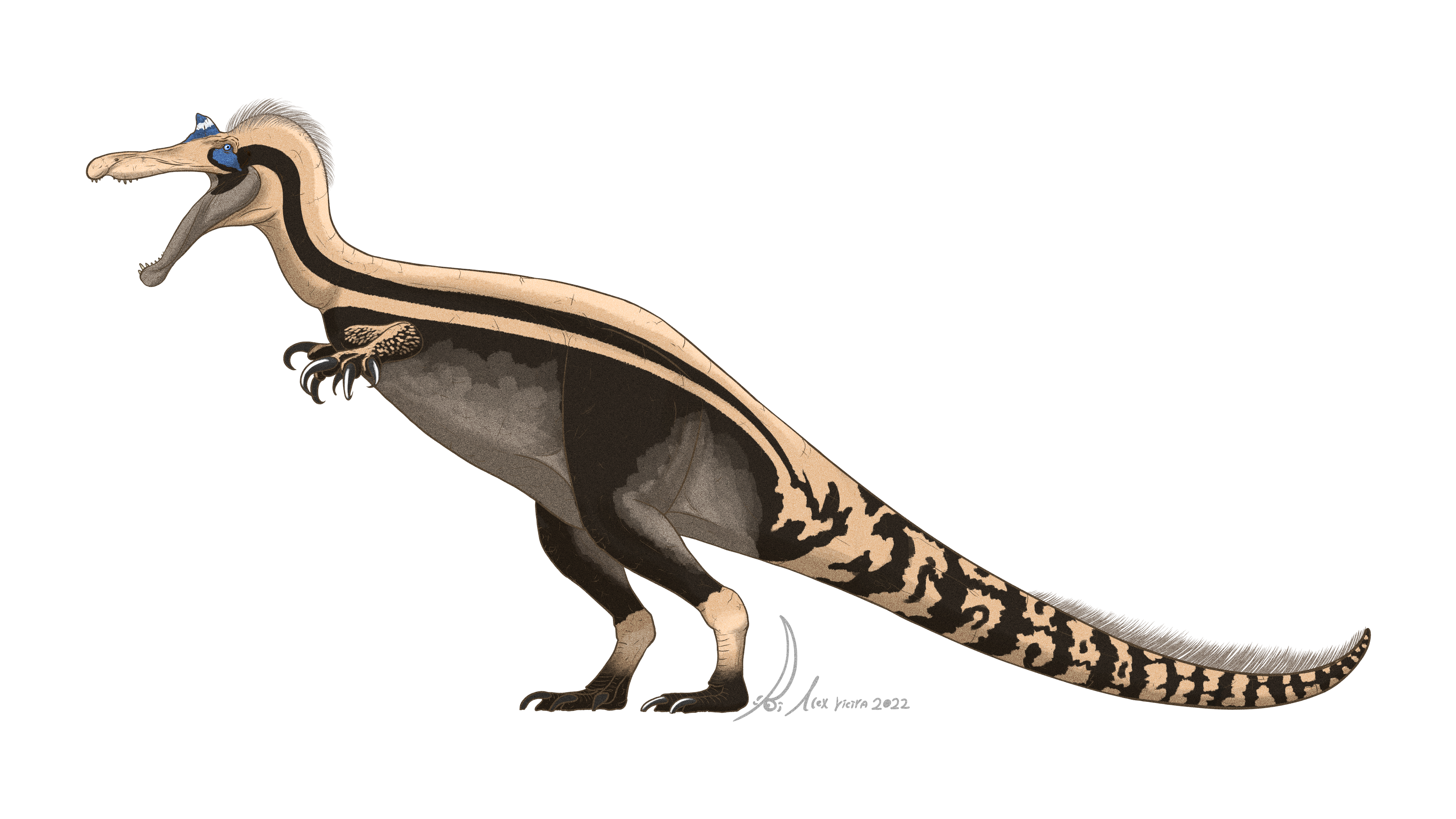
Restauración en vida

Los autores recuperaron Ceratosuchops como miembro de un clado recientemente erigido por nombre de Ceratosuchopsini, estrechamente relacionado con Riparovenator y Suchomimus, siendo Riparovenator su taxón hermano. Barker et. al. también propusieron una reestructuración del cladograma de los espinosáuridos como se ve a continuación. Los autores recuperaron a Ceratosuchops como miembro del clado recién erigido, Ceratosuchopsini, estrechamente relacionado con Suchomimus y el coetáneo Riparovenator.

|  | Ichthyovenator   |
|  |                  |
|  | Sigilmassasaurus |
|  |                  |
|  | Irritator ?      |
|  |                  |

|  | Spinosaurus |
|  |             |
|  | Irritator ? |
|  |             |

|  | Ichthyovenator   |
|  |                  |
|  | Sigilmassasaurus |
|  |                  |
|  | Irritator ?      |
|  |                  |

|  | Spinosaurus |
|  |             |
|  | Irritator ? |
|  |             |

|  | Ichthyovenator   |
|  |                  |
|  | Sigilmassasaurus |
|  |                  |
|  | Irritator ?      |
|  |                  |

|  | Spinosaurus |
|  |             |
|  | Irritator ? |
|  |             |

|  | Ichthyovenator   |
|  |                  |
|  | Sigilmassasaurus |
|  |                  |
|  | Irritator ?      |
|  |                  |

|  | Spinosaurus |
|  |             |
|  | Irritator ? |
|  |             |

|  | Iberospinus |
|  |             |
|  | Baryonyx    |
|  |             |

|  | Suchomimus                                                      |
|  |                                                                 |
|  | \| \| Ceratosuchops \| \| \| \| \| \| Riparovenator \| \| \| \| |
|  |                                                                 |
|  | Ceratosuchops                                                   |
|  |                                                                 |
|  | Riparovenator                                                   |
|  |                                                                 |

|  | Ceratosuchops |
|  |               |
|  | Riparovenator |
|  |               |

|  | Suchomimus                                                      |
|  |                                                                 |
|  | \| \| Ceratosuchops \| \| \| \| \| \| Riparovenator \| \| \| \| |
|  |                                                                 |
|  | Ceratosuchops                                                   |
|  |                                                                 |
|  | Riparovenator                                                   |
|  |                                                                 |

|  | Ceratosuchops |
|  |               |
|  | Riparovenator |
|  |               |

|  | Iberospinus |
|  |             |
|  | Baryonyx    |
|  |             |

|  | Suchomimus                                                      |
|  |                                                                 |
|  | \| \| Ceratosuchops \| \| \| \| \| \| Riparovenator \| \| \| \| |
|  |                                                                 |
|  | Ceratosuchops                                                   |
|  |                                                                 |
|  | Riparovenator                                                   |
|  |                                                                 |

|  | Ceratosuchops |
|  |               |
|  | Riparovenator |
|  |               |

|  | Suchomimus                                                      |
|  |                                                                 |
|  | \| \| Ceratosuchops \| \| \| \| \| \| Riparovenator \| \| \| \| |
|  |                                                                 |
|  | Ceratosuchops                                                   |
|  |                                                                 |
|  | Riparovenator                                                   |
|  |                                                                 |

|  | Ceratosuchops |
|  |               |
|  | Riparovenator |
|  |               |

|  | Iberospinus |
|  |             |
|  | Baryonyx    |
|  |             |

|  | Suchomimus                                                      |
|  |                                                                 |
|  | \| \| Ceratosuchops \| \| \| \| \| \| Riparovenator \| \| \| \| |
|  |                                                                 |
|  | Ceratosuchops                                                   |
|  |                                                                 |
|  | Riparovenator                                                   |
|  |                                                                 |

|  | Ceratosuchops |
|  |               |
|  | Riparovenator |
|  |               |

|  | Suchomimus                                                      |
|  |                                                                 |
|  | \| \| Ceratosuchops \| \| \| \| \| \| Riparovenator \| \| \| \| |
|  |                                                                 |
|  | Ceratosuchops                                                   |
|  |                                                                 |
|  | Riparovenator                                                   |
|  |                                                                 |

|  | Ceratosuchops |
|  |               |
|  | Riparovenator |
|  |               |

|  | Iberospinus |
|  |             |
|  | Baryonyx    |
|  |             |

|  | Suchomimus                                                      |
|  |                                                                 |
|  | \| \| Ceratosuchops \| \| \| \| \| \| Riparovenator \| \| \| \| |
|  |                                                                 |
|  | Ceratosuchops                                                   |
|  |                                                                 |
|  | Riparovenator                                                   |
|  |                                                                 |

|  | Ceratosuchops |
|  |               |
|  | Riparovenator |
|  |               |

|  | Suchomimus                                                      |
|  |                                                                 |
|  | \| \| Ceratosuchops \| \| \| \| \| \| Riparovenator \| \| \| \| |
|  |                                                                 |
|  | Ceratosuchops                                                   |
|  |                                                                 |
|  | Riparovenator                                                   |
|  |                                                                 |

|  | Ceratosuchops |
|  |               |
|  | Riparovenator |
|  |               |